# Apollo-Gletscher
Der Apollo-Gletscher ist ein Gletscher an der Bowman-Küste des Grahamlands auf der Antarktischen Halbinsel. Er fließt in nordöstlicher Richtung und mündet 3 km östlich der Küste in den unteren Abschnitt des Aphrodite-Gletschers.
Den unteren Gletscherabschnitt kartierte W. L. G. Joerg anhand von Luftaufnahmen, die im Dezember 1928 der australische Polarforscher Hubert Wilkins und im November 1935 der US-amerikanische Polarforscher Lincoln Ellsworth angefertigt hatten. Weitere Luftaufnahmen entstanden im Dezember 1947 bei der US-amerikanischen Ronne Antarctic Research Expedition (1947–1948). Eine grobe Vermessung des gesamten Gletschers nahm der Falkland Islands Dependencies Survey im November 1960 vor. Das UK Antarctic Place-Names Committee benannten ihn nach Apollo, neben anderem Gott der Jugend und Schönheit aus der griechischen Mythologie.